# 대운교통 (경남)
대운교통(大運交通)은 경상남도 창원시 성산구 불모산로48번길 5 (성주동)에 본사를 둔 창원시의 시내버스 운수업체이다.

## 연혁
- 1980년 5월 1일: 회사 설립
- 2010년: 유한회사 시민버스의 파산에 의해 2010년에 신규사업자 공모에서 우선사업자로 선정되었다.
- 2011년 1월 20일: 구 시민버스 유한회사 소속 노선을 정식으로 승계하여 운행개시했다.[2]

## 운행 노선

### 간선버스
- ● 106번 : 월영아파트 ~ 불모산종점
- ● 107번 : 월영아파트 ~ 불모산종점 (이 노선은 마인버스와 공동 배차한다.)
- ● 110번 : 마산대학 ~ 성주사역 환승센터 (이 노선은 마인버스와 공동 배차한다.)
- ● 111번 : 안계초교 ~ 성주사역 환승센터 (이 노선은 마인버스와 공동 배차한다.)
- ● 114번 : 안계초교 ~ 청솔아파트 (이 노선은 대중교통과 공동 배차한다.)
- ● 116번 : 마산대학 ~ 불모산종점
- ● 150번 : 창원중앙역 ~ 진해터미널
- ● 152번 : 창원대학교 ~ 진해터미널
- ● 156번 : 창원대학교 ~ 행암입구

### 지선버스
- ● 15번 : 창원역 ~ 명촌
- ● 17번 : 불모산종점 ~ 북면종점
- ● 23번 : 경남대학교 ~ 남백마을
- ● 33번 : 무점종점 ~ 북면종점
- ● 37번 : 가술종점 ~ 무성리, 무점종점
- ● 42번 : 경남대학교 ~ 송정종점
- ● 45번 : 경남대학교 ~ 신용삼거리
- ● 55번 : 호계중학교 ~ 소계종점
- ● 70번 : 진동환승센터 ~ 창원역
- ● 72번 : 마산역 ~ 대현종점
- ● 73-1번 : 진동환승센터 ~ 월안마을
- ● 75-1번 : 마산역 ~ 상평종점
- ● 77번 : 마산역 ~ 시락정곡종점
- ● 77-1번 : 마산역 ~ 시락정곡종점(탑동 경유)
- ● 80번 : 마산역 ~ 진동환승센터
- ● 214번 : 불모산종점 ~ 웅남동주민운동장
- ● 215번 : 창원경상대병원 ~ 소계종점
- ● 223번 : 대방동종점 ~ 반도유보라아파트
- ● 225번 : 대방동성아파트 → 성주프리빌리지아파트 → 삼정자중학교 → 대방동종점
- ● 510번 : 창원종합운동장 → 만남의광장.노블파크APT → 창원종합운동장

### 직행좌석버스
- ● 710번 : 마산대학 ~ 불모산종점 (이 노선은 신양여객과 공동 배차한다.)
- ● 770번 : 창원대학교 ~ 장유고등학교 (이 노선은 동양교통, 창원버스와 공동 배차한다.)
- ● 3006번 : 창원대학교 ~ 진해신항 (이 노선은 진해여객, 창원버스와 공동 배차한다.)
- ● 6000번 : 덕동공영차고지 ~ 성주사역 (이 노선은 마창여객, 신양여객과 공동 배차한다.)

## 보유 차량
- 현대자동차
  - 현대 뉴 카운티
  - 현대 카운티 뉴 브리즈
  - 현대 그린시티
  - 현대 뉴 슈퍼 에어로시티
  - 현대 저상 뉴 슈퍼 에어로시티
  - 현대 일렉시티

- 하이거 버스
  - 하이거 하이퍼스 H KLQ6119GEV
  - 하이거 하이퍼스 KLQ6109GEV

- 비야디 자동차
  - BYD eBus-9
  - BYD eBus-12

## 갤러리

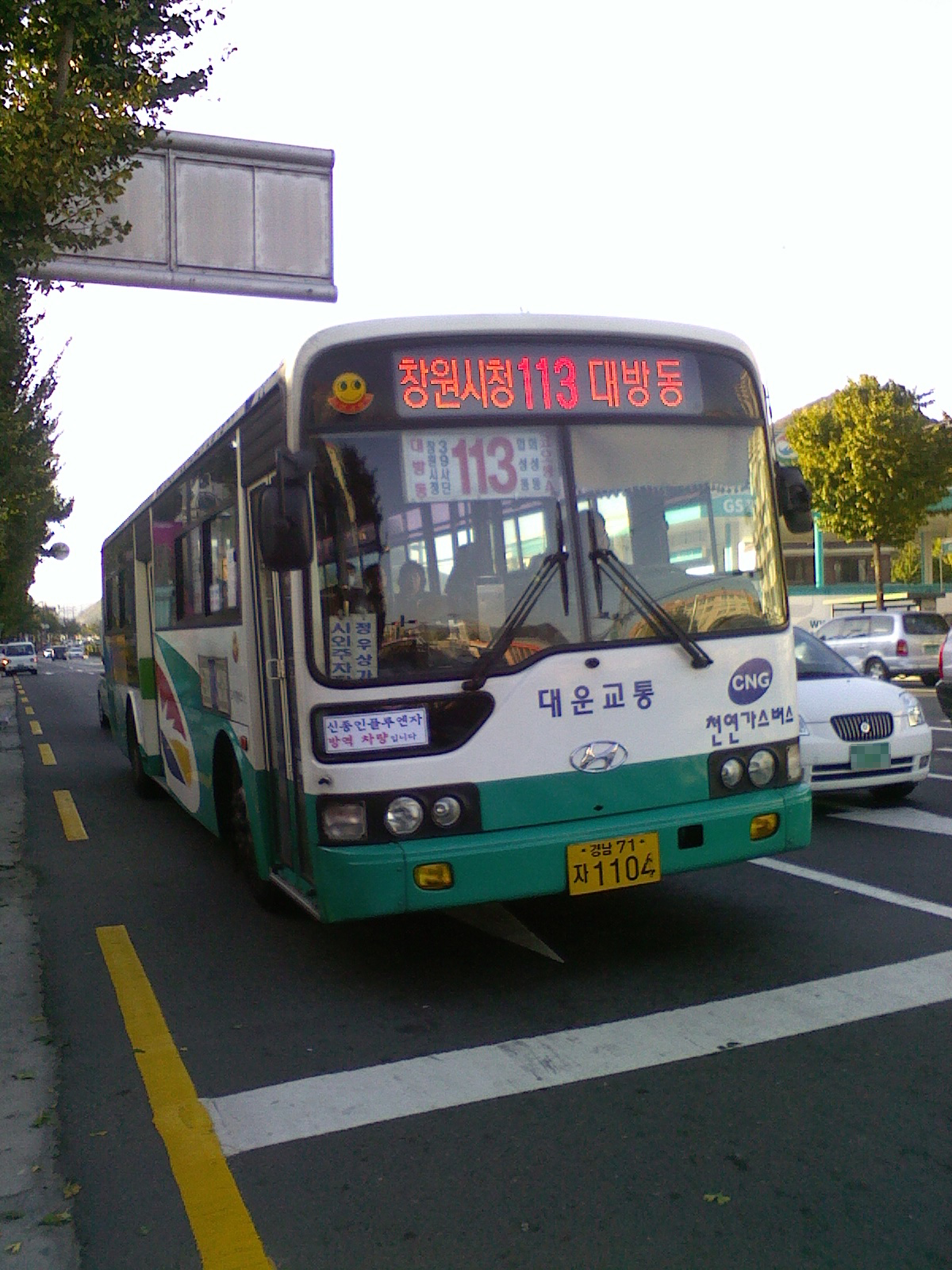
창원시내버스 113번 (경남 공용 도색) (대차 전)